# Rohrbachi járás
A Rohrbachi járás Ausztriában, Felső-Ausztria tartományban található. Rohrbachi járás Freyung-Grafenau, Passau, Urfahrkörnyéki, Eferdingi, Schärdingi és Grieskircheni járásokkal határos. Lakosainak száma 56 838 fő (2022. január 1.).

## A járáshoz tartozó települések
- Afiesl
- Ahorn
- Aigen im Mühlkreis
- Altenfelden
- Arnreit
- Atzesberg
- Auberg
- Berg bei Rohrbach
- Haslach an der Mühl
- Helfenberg
- Hofkirchen im Mühlkreis
- Hörbich
- Julbach
- Kirchberg ob der Donau
- Klaffer am Hochficht
- Kleinzell im Mühlkreis
- Kollerschlag
- Lembach im Mühlkreis
- Lichtenau im Mühlkreis
- Nebelberg
- Neufelden
- Neustift im Mühlkreis
- Niederkappel
- Niederwaldkirchen
- Oberkappel
- Oepping
- Peilstein im Mühlviertel
- Pfarrkirchen im Mühlkreis
- Putzleinsdorf
- Rohrbach in Oberösterreich
- Sankt Johann am Wimberg
- Sankt Martin im Mühlkreis
- Sankt Oswald bei Haslach
- Sankt Peter am Wimberg
- Sankt Stefan am Walde
- Sankt Ulrich im Mühlkreis
- Sankt Veit im Mühlkreis
- Sarleinsbach
- Schlägl
- Schönegg
- Schwarzenberg am Böhmerwald
- Ulrichsberg
- Aigen-Schlägl
- Rohrbach-Berg
- Sankt Stefan-Afiesl